# Château d'eau d'Újpest
Le château d'eau d'Újpest (en hongrois : Újpesti víztorony) se situe dans le 4e arrondissement de Budapest.
Vers 1905, la ville d'Ujpest avait lancé un concours pour la construction d'un château d'eau équipant le quartier. Elle reçut trois candidatures, et ce fut la Compagnie Générale d'adduction d'eau de Liège (Belgique) qui remporta le concours. En 1910, cette société créait un bureau de maîtrise d’œuvre, dont le capital initial (2 millions de couronnes) était apporté par l'Autriche-Hongrie : la Sté Hongroise des Eaux du Danube. Le 3 juillet 1911, les ingénieurs Mihailich Gyozo et Dümmerling Odon entreprenaient l'édification de ce réservoir de 1 500 m3, conçu selon les principes de Intze.
Le réservoir a un diamètre de 15 m. Il repose sur une tour dont le diamètre à la base est de 19 m. Elle est fondée sur une dalle de béton épaisse de 2,40 m.
Fin 1944, les Nazis voulaient faire sauter ce château d'eau, mais les résistants d’Ujpest sont parvenus à les en empêcher : une plaque commémorative célèbre cet acte héroïque. Depuis 2003, le réservoir alimente en eau douce plusieurs usines de la ville.
Les travaux ont été achevés le 8 juillet 1912.

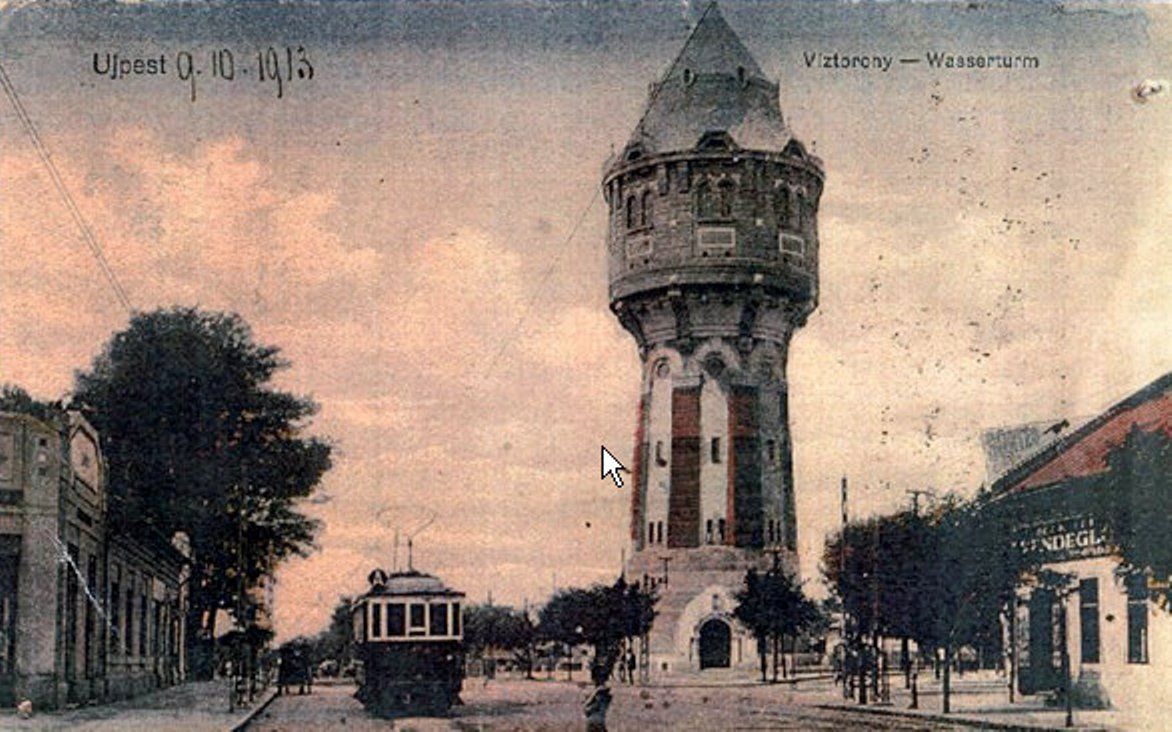
Le château d'eau en 1913.

## Source
- Janos Ivanyi, « Le nouveau château d'eau de Budapest » [Rapport d'Histoire locale], sur viztorony.hu, Újpest, juin 2003